# 中国共产党石门县委员会
中国共产党石门县委员会（简称中共石门县委）是中国共产党在湖南省常德市石门县的领导机关。

## 沿革

### 反腐败工作
2020年6月，谭本仲涉嫌严重违纪违法接受湖南省纪委湖南省监察委员会纪律审查和监察调查，11月30日遭到双开处分，2022年12月判处无期徒刑。

## 职责
根据《中国共产党地方委员会工作条例》，中国共产党地方委员会主要实行政治、思想和组织领导，承担下列职能：
1. 对本地区重大问题作出决策。
2. 通过法定程序使党组织的主张成为地方性法规、地方政府规章或者其他政令。
3. 加强对本地区宣传思想文化工作的领导，牢牢掌握意识形态工作领导权、话语权。
4. 按照干部管理权限任免和管理干部，向地方国家机关、政协组织、人民团体、国有企事业单位等推荐重要干部。
5. 支持和保证人大、政府、政协、法院、检察院、人民团体等依法依章程独立负责、协调一致地开展工作，发挥这些组织中党组的领导核心作用。
6. 加强对本地区群团工作和统一战线工作的领导。
7. 动员、组织所属党组织和广大党员，团结带领群众实现党的目标任务。

## 历任书记
| 姓名   | 就任日期      | 卸任日期   | 备注                   |
| ------ | ------------- | ---------- | ---------------------- |
| 张黎民 | 1948年9月     | 1952年1月  | [ 3 ]                  |
| 康日新 | 1952年1月     | 1952年12月 | [ 3 ]                  |
| 张琢   | 1952年12月    | 1955年1月  | [ 3 ]                  |
| 贺敏功 | 1954年11月    | 1955年5月  | [ 3 ]                  |
| 赵会礼 | 1955年5月     | 1959年3月  | [ 3 ]                  |
| 赵会礼 | 1959年4月     | 1961年3月  | 第一书记               |
| 徐明魁 | 1961年3月     | 1964年2月  | 第一书记               |
| 魏呈贵 | 1964年2月     | 1966年1月  | [ 3 ]                  |
| 覃正彦 | 1966年1月     | 1966年10月 | [ 3 ]                  |
| 吴愈俊 | 1966年10月    | 1967年5月  | [ 3 ]                  |
| 蔡永富 | 1969年2月     | 1970年12月 | 革命委员会核心小组组长 |
| 童子香 | 1970年12月    | 1975年11月 | [ 3 ]                  |
| 罗寅阶 | 1975年11月    | 1980年2月  | [ 3 ]                  |
| 彭长清 | 1980年2月     | 1983年12月 | [ 3 ]                  |
| 吴愈俊 | 1983年12月    | 1985年1月  | [ 3 ]                  |
| 王孝忠 | 1985年1月     | 1989年12月 | [ 3 ]                  |
| 李文耀 | 1989年12月    | 1992年7月  | [ 3 ]                  |
| 翟笃培 | 1992年7月     | 1994年8月  | [ 3 ]                  |
| 周用金 | 1994年8月     | 1997年4月  | [ 3 ]                  |
| 陈文浩 | 1997年4月     | 2001年12月 | [ 4 ]                  |
| 朱晓平 | 2001年12月    | 2006年9月  | [ 3 ]                  |
| 熊大顺 | 2006年10月    | 2012年10月 | [ 5 ]                  |
| 董岚   | 2013年3月     | 2014年12月 | [ 6 ]                  |
| 谭本仲 | 2015年4月     | 2020年11月 | [ 7 ]                  |
| 郭碧勋 | 2020年8月     | 2022年1月  | [ 8 ]                  |
| 邓碧波 | 2022年1月     | 2022年9月  | [ 9 ] [ 10 ] [ 11 ]    |
| 吴兴国 | 2022年9月24日 |            | [ 12 ]                 |